# Wipsowo (przystanek kolejowy)
Wipsowo – przystanek osobowy w Wipsowie na linii kolejowej nr 353, w województwie warmińsko-mazurskim, w powiecie olsztyńskim, w Polsce.

## Ruch pasażerski
| Rok  | Wymiana pasażerska na dobę |
| ---- | -------------------------- |
| 2017 | 100-149                    |
| 2022 | 100-149                    |